# Karl Tanera
Karl Tanera (Landshut, 9 giugno 1849 – Lindau, 4 ottobre 1904) è stato un romanziere e storico tedesco.

## Biografia
Tanera nacque a Landshut. Entrò nell'esercito bavarese nel 1866, dove partecipò alla guerra franco-prussiana del 1870-71 e fu gravemente ferito durante l'assedio di Parigi. Morì all'età di 55 anni, a Lindau.

## Opere
- Durch ein Jahrhundert, Drei Kriegsgeschichtliche Romane (1892);
- Schwere Kämpfe (1897);
- Aus zwei Lagern, Kriegsroman (1899);
- Die Eurasierin (1900);
- Ernste und heitere Erinnerungen eines Ordonnanzoffiziers (1887, 8ª ed.., 1902);
- Offiziersleben in Krieg und Frieden (1889);
- Heiteres und Ernstes aus Altbayern (1895);
- Aus drei Weltteilen, Reiseskizzen (1898);
- Deutschlands Kämpfe in Ostasien (1901);
- Eine Weltreise (1902).